# Sir Hubert Murray Stadium
Le Sir Hubert Murray Stadium est un stade situé à Port Moresby, la capitale de la Papouasie-Nouvelle-Guinée. Il est construit pour les Jeux du Pacifique Sud de 1969 sur des terrains récupérés à Konedobu qui étaient auparavant des mangroves côtières. Les événements d'athlétisme et les cérémonies d'ouverture et de clôture ont lieu dans ce stade, qui est nommé après Sir Hubert Murray, un ancien lieutenant-gouverneur.
D'une capacité initiale d'environ 15 000 spectateurs, il est utilisé après ces Jeux de 1969 pour des compétitions de football et d'athlétisme scolaire. Fin 2003, un réaménagement en trois étapes du site au coût de 120 millions de kinas via un partenariat public-privé étend la capacité d'accueil à 25 000 personnes. Le stade réaménagé est utilisé pour le rugby à XIII, le rugby à XV et le football dans un lieu conforme aux normes de la FIFA, naturellement gazonné et avec un éclairage adapté à la diffusion télévisée d'événements nocturnes.
Les plans pour la tribune principale de six étages comprennent huit restaurants et un gymnase avec les installations nécessaires pour accueillir la compétition d'haltérophilie des Jeux du Pacifique de 2015. Le football australien et le cricket doivent être pris en charge par une nouvelle expansion dans la troisième étape du réaménagement.
L'enceinte accueille la Ligue des champions féminine de l'OFC 2023.